# Microlenecamptus biocellatus
Microlenecamptus biocellatus es una especie de escarabajo longicornio del género Microlenecamptus, tribu Dorcaschematini, orden Coleoptera. Fue descrita científicamente por Schwarzer en 1925.
El período de vuelo ocurre durante los meses de abril, mayo, junio, julio y septiembre.

## Descripción
Mide 9-11 milímetros de longitud.

## Distribución
Se distribuye por China.